# Kuvempu University
Die Kuvempu University ist eine staatliche Universität in dem Bundesstaat Karnataka in Indien. Es werden 175 Lehrkräfte und 275 Mitarbeiter beschäftigt. Die Studentenzahl beträgt 32.000.

## Geschichte
Die Gründung erfolgte am 29. Juni 1987 durch einen Akt des Gesetzgebers des Bundesstaats Karnataka durch die Änderung No. 28/1976 vom 29. Januar 1989 unter dem Karnataka State University Act 1976. Die Universität bietet Bachelor- und Master-Studiengänge in einer breiten Palette von Disziplinen. Die Universität wurde von der UGC im Jahr 1994 anerkannt und ist auch Mitglied des Verbandes der indischen Universitäten.

### Bibliothek
Die Bibliothek besitzt mehr als 69.000 Bände und 251 laufende Zeitschriften. Ebenfalls zur Verfügung stehen eine CD-ROM-Datenbank und Internet-E-Mail-Einrichtungen. Die Bibliothek bietet Zugang zu 2000 E-Journals online. Zudem gibt es ein voll computerisiertes Sprachlabor und dafür ausgebildete Trainer.